# Legion (musiker)
Legion, eller Erik Hagstedt som han egentligen heter, är en svensk metalsångare mest känd som förre sångaren i bandet Marduk.

## Biografi
Som barn var Legion mycket imponerad av Jon Nödtveidts talang; "Det inspirerade oss djupt när han satt i soffan och spelade sin gitarr. Alla beundrade han för den enorma talang han visade upp redan innan Dissection." 1993 publicerade han fanzinet The Gathering. Detta inkluderade band från den svenska black metal-scenen som till exempel Dissection och Abruptum.
1994 spelade han med Ophthalamia och ersatte Jon "Shadow" Nödtveidt, Legion ersattes sedan av All. Legion gav också bakgrundssång på låten Thorns of Crimson Death på Dissections andra album Storm of the Light's Bane 1995.
Under sin medlemskap i Marduk sjöng Legion på Heaven Shall Burn... When We Are Gathered och La Grande Danse Macabre. I december 2003 lämnade Legion bandet eftersom han "inte längre hade det som krävdes", han förklarade också i intervjun med Gunnar Sauermann från Metal Hammer beskrev honom som den "bästa underhållaren i den black metal genren", medan hans efterträdare i Marduk, Mortuus, agerade på scenen "med ekonomiska rörelser" och "därmed i skarp kontrast till Legions underhållningskvaliteter" Han bildade senare bandet Devian med den tidigare Marduk-trummisen Emil Dragutinovic.
Legion förklarar i en intervju med CD-Starts 2009 att "Jag flyttade till Tyskland, spenderade tid med mina barn och hade en tatueringsbutik". 2010 skilde han sig från Devian på grund av sitt arbete som tatuerare, men blev sångare i bandet Witchery. Enligt basisten Sharlee D'Angelo, när han tackade ja, visste han "naturligtvis också att Witchery inte skulle ha tillgång till honom 365 dagar om året". Legion lämnade Witchery 2011 på grund av sitt arbete. 

## Diskografi
med Ophthalamia
- 1995: Via dolorosa
- 1997: To Elishia

med Dissection
- 1995: Storm of the Light's Bane (bakgrundssång på Thorns of Crimson Death )

med Marduk
- 1996:Heaven Shall Burn... When We Are Gathered
- 1996: Glorification (EP)
- 1997: Live in Germania (livealbum)
- 1998: Nightwing
- 1998: In Conspiracy with Satan and Woman of Dark Desires på In Conspiracy with Satan - A Tribute to Bathory
- 1999: Panzerdivision Marduk
- 2000: Infernal Eternal (dubbelt livealbum)
- 2001: La grande Danse macabre
- 2002: Blackcrowned
- 2002: Slay the Nazarene (Vinylsingel)
- 2003: World Funeral

med Devian
- 2008: Ninewinged Serpent
- 2009: God to the Illfated

med Witchery
- 2010: Witchkrieg
- 2016: In His Infernal Majesty's Service (Spår 12-13)